# Unimor

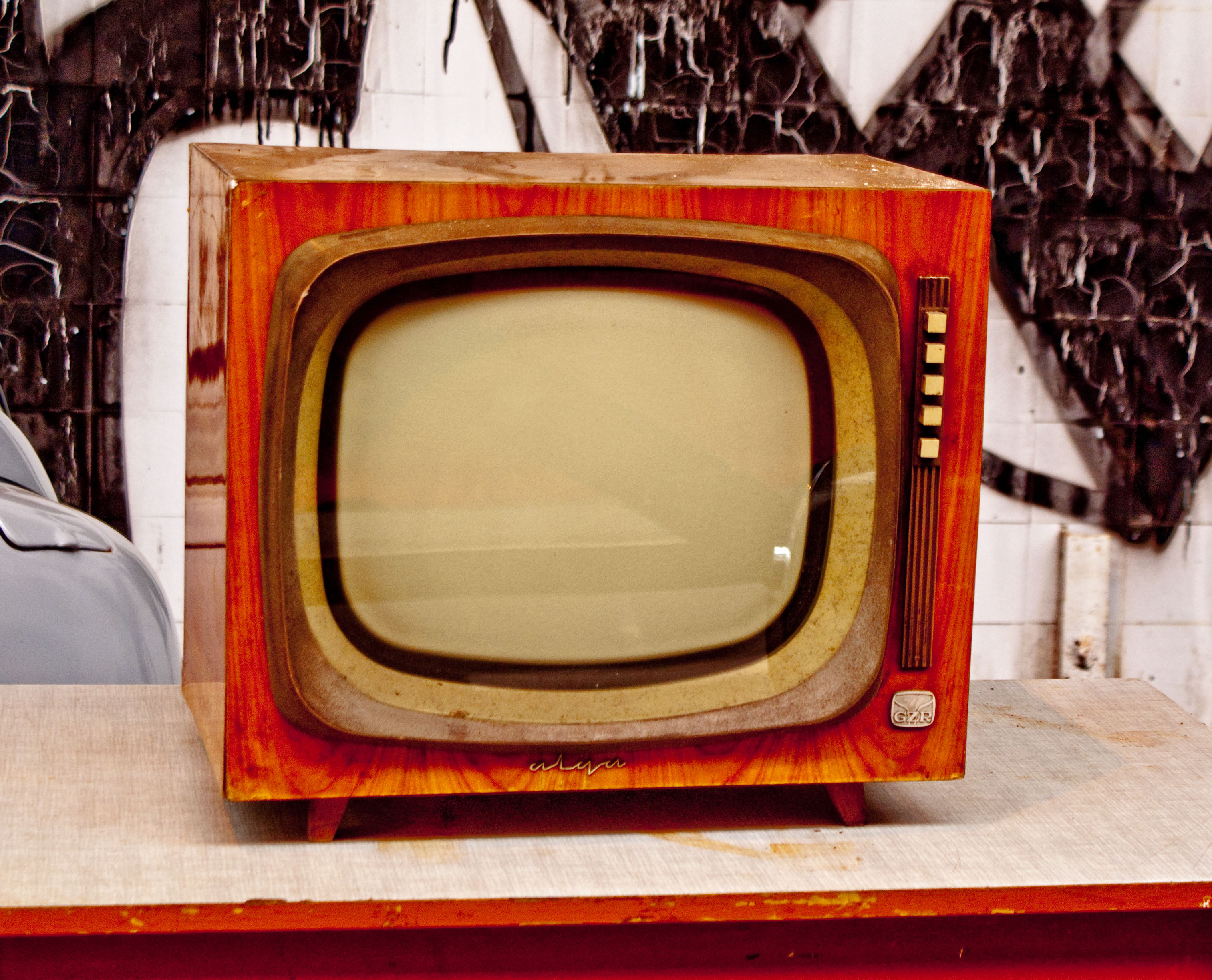
Telewizor Alga produkcji Gdańskich Zakładów Radiowych

Unimor (Gdańskie Zakłady Elektroniczne „Unimor”, uprzednio Gdańskie Zakłady Radiowe T-18, stosowano również skrótowiec GEZAR) – polskie przedsiębiorstwo produkujące telewizory (seria odbiorników Neptun, Siesta i Belweder), komputery Bosman 8, sprzęt łączności montowany na statkach oraz na potrzeby wojska.

## Historia
Gdańskie Zakłady Radiowe T-18 powstały w 1957 roku w Gdańsku w celu projektowania i produkcji radiolinii, dla radiokomunikacji oraz transmisji programów telewizyjnych na terenie kraju. Od roku 1958 przystąpiono do opracowania i produkcji profesjonalnych urządzeń radiokomunikacji morskiej i łączności lotniczej oraz podjęto produkcję urządzeń łączności do zastosowań specjalnych, na bazie opracowań własnych i licencyjnych.
W roku 1958 przystąpiono także do produkcji telewizorów. W 1972 roku przedsiębiorstwo zmieniło nazwę na: Gdańskie Zakłady Elektroniczne „UNIMOR”. Do roku 1989 produkowano odbiorniki telewizyjne czarno białe w ilości ponad 300 tysięcy szt. rocznie. Od roku 1982 rozpoczęto produkcję odbiorników telewizyjnych kolorowych, na bazie własnych opracowań.
W latach 70. i 80. Unimor należał do Zjednoczenia Przemysłu Elektronicznego UNITRA. W roku 1977 podjęto bardzo małoseryjną produkcję wzorowanej na Tele-Spiel ES-2201 konsoli (TELE-SET GTV 881) na kartridże, do której była tylko jedna gra - odmiana Ponga, wykorzystująca jako kontrolery potencjometry. Grę zaprogramowano z elementem losowości; piłeczka mogła losowo skręcić w innym kierunku, niż powinna, autorzy twierdzili, że imitować to ma nagłe podmuchy wiatru. Wciskając przycisk serwu, gracz mógł też skierować piłeczkę w inną stronę, dezorientując przeciwnika, choć sami twórcy – nie zablokowawszy tego rozwiązania – uznawali za niesportowe i zabronione. Prędkość piłeczki w grze regulowano przekręcając śrubkę w obudowie kartridża, zaś szybkość przesuwania się paletek – analogicznie, przez przekręcenie śrubki w obudowie potencjometru. Mimo obietnic producenta, nie wypuszczono kartridży z innymi grami, a autorom „Bajrów polskich” udało się dotrzeć do konsoli o numerze seryjnym jedynie 1365, co wskazuje na niewielki wolumen produkcji urządzenia.
W listopadzie 1994 roku nastąpiło przekształcenie przedsiębiorstwa w spółkę akcyjną Gdańskie Zakłady Elektroniczne „UNIMOR” S.A., w skład której wchodziły: zakład „UNIMOR-TV Sp. z o.o.”, zakład „ERICSSON UNIMOR” Sp. z o.o. oraz Zakład Urządzeń Profesjonalnych. W styczniu 1997 roku Zakład Urządzeń Profesjonalnych został przekształcony w spółkę UNIMOR RADIOCOM Sp. z o.o..
Na skutek zmian gospodarczych, jakie zaszły po transformacji systemowej w Polsce, na początku lat 90. XX w. zakłady zaprzestały produkcji telewizorów, koncentrując się na produkcji specjalistycznej, małoseryjnej. W tym celu w 1997 z przedsiębiorstwa wydzielono „Unimor Radiocom”. W jednym z budynków, w których prowadzona była produkcja, znajduje się obecnie I Urząd Skarbowy w Gdańsku. Hale produkcyjne wynajmuje Wyższa Szkoła Bankowa. Po remoncie wnętrza hal zamieniono na aule lekcyjne i powierzchnie administracyjne szkoły.